# Ea Bung
Ea Bung là một xã thuộc tỉnh Đắk Lắk, Việt Nam.

Xã Ea Bung có diện tích 284,08 km², dân số năm 2006 là 3253 người, mật độ dân số đạt 11 người/km².